# Eje transversal PE-20
El Eje transversal PE-20 es uno de los veinte eje que forma parte de la red transversal de Red Vial Nacional del Perú. Está conformado por las rutas transversales PE-20, PE-20 (Variante), PE-20 A (Variante), PE-20 A, PE-20 B, PE-20 B (Variante), PE-20 C, PE-20 D (ramal), PE-20 E (ramal), PE-20 F (ramal), PE-20 G, PE-20 H y PE-20 I. Une la provincia del Callao y los departamentos de Lima, Junín y Pasco.

## Rutas
- PE-20: Zapallal - Puerto Callao (av. Nestor Gambetta Bonatti)
- PE-20 (variante): Faucett - Vivero Forestal de Los Olivos
- PE-20 A: Canta Callao/Faucett - Villa de Pasco
- PE-20 A (ramal): Ovalo Canta Callao - Independencia
- PE-20 B: Óvalo 200 Millas - Avenida Néstor Gambetta. Acceso al Aeropuerto Internacional Jorge Chávez. Parque Ejercito Peruano - Avenida Japón.
- PE-20 C: La Cincuenta (Independencia) - Portada de Guía
- PE-20 C (ramal): Portada de Guía - Puente del Ejército
- PE-20 C (variante): Desvío Huaral - Desvío Huayllay
- PE-20 D (ramal): Intercambio vial Zapallal - Ovalo 200 Millas
- PE-20 E (ramal): Empalme PE-20 D-Cerro El Perro
- PE-20 F (ramal): Desvío Puente Chillón - Ovalo Canta Callao
- PE-20 G: Desvío Trapiche-Desvío Yangas
- PE-20 H: Desvío Puerto Callao-Contralmirante Raygada
- PE-20 I: Avenida Morales Duárez-Avenida Costanera
- PE-20 I (ramal/auxiliar): Nuevo Terminal Aeropuerto/Puente Santa Rosa (Callao) - Costa Verde
- PE-20 J: Avenida Elmer Faucett - Límite Provincial de Callao-Lima